# Động kinh cục bộ
Động kinh cục bộ (còn gọi là co giật một phần  và co giật cục bộ) là những cơn động kinh chỉ ảnh hưởng đến một bán cầu não. Não được chia thành hai bán cầu, mỗi bán cầu gồm bốn thùy - thùy trán, thái dương, thùy đỉnh và thùy chẩm. Một cơn động kinh cục bộ được tạo ra và chỉ ảnh hưởng đến một phần của não - toàn bộ bán cầu hoặc một phần của thùy. Các triệu chứng sẽ thay đổi tùy theo nơi xảy ra cơn động kinh. Trong các triệu chứng thùy trán có thể bao gồm một cảm giác giống như sóng trong đầu; ở thùy thái dương, một cảm giác déjà vu; ở thùy đỉnh, tê hoặc ngứa ran; và ở thùy chẩm, rối loạn thị giác hoặc ảo giác.

## Phân loại
Kể từ năm 2017, các cơn động kinh cục bộ được chia thành hai loại chính, nhận thức khởi phát cục bộ và nhận thức suy giảm khởi phát cục bộ. Những gì trước đây được gọi là một cơn động kinh toàn thể thứ phát bây giờ được gọi là một cơn động kinh cục bộ chuyển thành co cứng hai bên.
Trong cơn co giật nhận thức khởi phát, một phần nhỏ của một trong các thùy có thể bị ảnh hưởng và người bệnh vẫn tỉnh táo. Điều này thường có thể là tiền thân của một cơn co giật nhận thức suy giảm tập trung lớn hơn. Khi gặp trường hợp này, cơn động kinh cục bộ thường được gọi là  triệu chứng hào quang.
Một cơn co giật nhận thức suy yếu cục bộ ảnh hưởng đến một phần lớn hơn của bán cầu và người bệnh có thể mất ý thức.
Nếu một cơn động kinh khu trú lan rộng từ một bán cầu sang phía bên kia của não, điều này sẽ dẫn đến một cơn động kinh cục bộ chuyển thành co cứng hai bên. Người bệnh sẽ bất tỉnh và có thể bị động kinh co giật co cứng. Khi mọi người bị co giật nhiều khu trú, họ thường có một tình trạng gọi là động kinh thùy thái dương. (Một cơn động kinh toàn thể là một cơn liên quan đến cả hai bên não từ lúc khởi phát).